# В'єнгпхукха

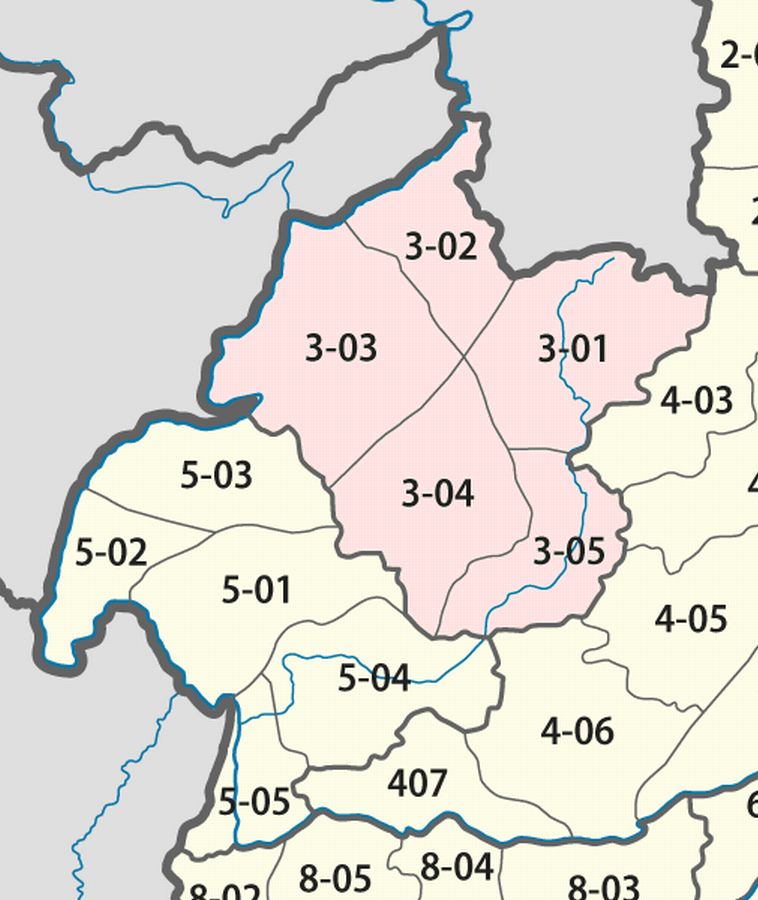
Число 3-04

В'єнгпхукха — один з районів (лаос. ເມືອງ муанг) провінції Луангнамтха, Лаос.